# Gabon Airlines
Une nouvelle façon de voyager.

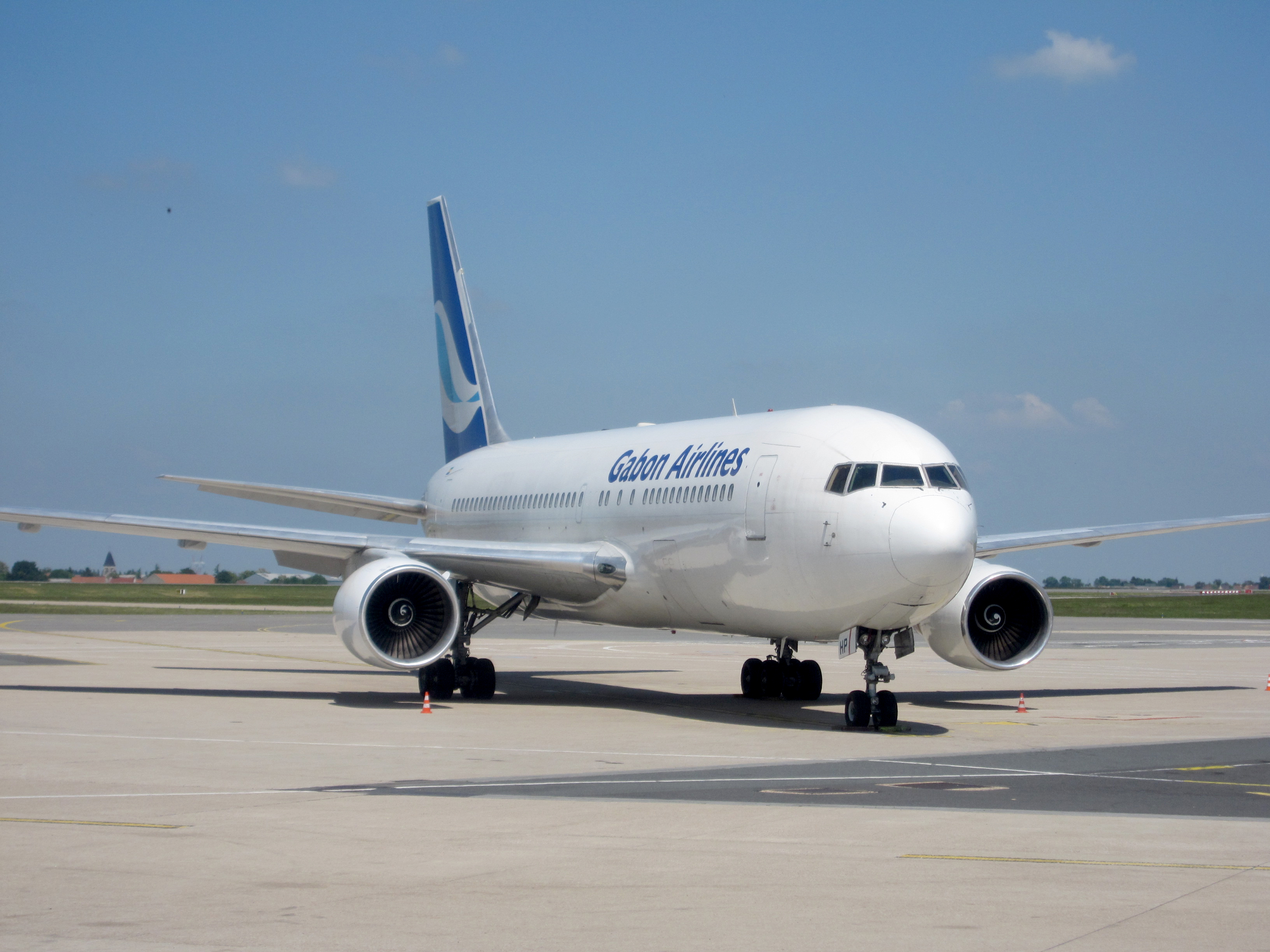
Un Boeing 767-200 de Gabon Airlines à l'aéroport Paris-Charles-de-Gaulle (CDG) en juin 2010

Gabon Airlines fut une compagnie aérienne gabonaise basée à Libreville. Commençant ses activités le 11 avril 2007 avec la liaison Paris-Libreville avec trois vols par semaine, elle avait prévu de développer un réseau européen et africain. Le 16 janvier 2008, elle lance la ligne Paris—Libreville—Pointe Noire en B767-200 avec deux vols par semaine. Le 15 juin 2008, ce sera au tour de Marseille avec 1 vol par semaine. Le 6 décembre 2008 s'ouvre la liaison vers Brazzaville et l'ouverture d'une 4e fréquence.

## Histoire
Après la liquidation de la compagnie nationale gabonaise Air Gabon, l'État gabonais a tenté, en partenariat avec la compagnie marocaine Royal Air Maroc, de créer une nouvelle entité sous le nom de Air Gabon International. À la suite de plusieurs divergences entre les parties, le projet ne verra jamais le jour. Une compagnie privée fut alors créée sous le nom de Gabon Airlines par Christian Bongo.
Gabon Airlines a effectué son premier vol le 11 avril 2007 entre Paris et Libreville.
Gabon Airlines ne propose plus de vol depuis 2011. Le Gabon étant coorganisateur de la Coupe d'Afrique des Nations de football 2012, le président de la république prévoit la création d'une nouvelle compagnie aérienne nationale.
Gabon Airlines est considérée comme en faillite depuis 2011,. En 2013, elle est mise en liquidation.

## Flotte
- 1 Boeing 767-200 (TR-LHP) de 156 passagers (10/27/119)
- 1 Airbus A340-300 loué auprès de la compagnie portugaise Hifly CS-TQM

## Destinations
- Libreville-Paris * A340-300 à l'été 2010, B767-200 le reste du temps
- Libreville-Pointe Noire * B767-200
- Libreville-Marseille * B767-200
- Libreville-Johannesburg * B767-200
- Libreville-Brazzaville * B767-200
- Libreville-Port Gentil * E120